# ایت ایعزه
آیت ایازا (به فرانسوی: Ait Iaaza) یک منطقهٔ مسکونی در مراکش است که در سوس ماسه درعه واقع شده‌است.

## خصوصیات
آیت ایازا ۹٬۹۸۴ نفر جمعیت دارد.